# Jan Gloger
Jan Nepomucen Stanisław Gloger herbu Prus II (ur. 9 kwietnia 1811 w Łęgu, zm. 8 lipca 1884 w Starym Jeżewie) – polski inżynier, ojciec Zygmunta.

## Życiorys
Jan Gloger był synem Wilhelma Wawrzyńca Glogera i Katarzyny Keller. Wraz z Józefem Ignacym Kraszewskim uczył się w Akademii Bialskiej, w której Józef Preyss, przyrodni brat matki, był rektorem. Następnie wyjechał na naukę do Łomży, a w 1828 na studia do Warszawy. Zainteresowania swe dzielił między wydział nauk i sztuk pięknych a inżynierię cywilną dróg i mostów. Wraz z bratem Karolem bierze udział w powstaniu listopadowym w oddziale gen. Macieja Rybińskiego. Po powstaniu został internowany i rozlokowany w żuławskich wsiach, gdzie ostatecznie w 1833 złożył przysięgę na wierność carowi Mikołajowi i mógł wrócić do kraju.
Po powrocie otrzymał posadę w Zarządzie Komunikacji Lądowych i Wodnych i nadzorował budowę szosy Złotoria-Ostrów Mazowiecka (przebudowanej w 2012 roku na drogę ekspresową S8). W wieku 26 lat poznał Mariannę Michalinę Woyno, pochodzącą z ubogiej i rozgałęzionej rodziny szlacheckiej z Mężenina. Oprócz posady państwowej wziął w dzierżawę gospodarstwo w Zambrzycach-Królach i wykonywał prywatne zlecenia. Pasjonował się zbieraniem starych dokumentów, sztychów, obrazów i książek, a także sam malował, portretował i kopiował. W 1859 Jan Gloger kupił 850 ha gruntów – folwark Jeżewo. Znany był ze swoich pasji pszczelarskich i sadowniczych – założył m.in. sad, w którym wyhodował, odporną na mrozy, jedną z pierwszych nowoczesnych odmian jabłoni nazwaną przez pomologów „glogerówką jeżewską”.
We wsi mieszkał jego syn Zygmunt Gloger, historyk i krajoznawca, z czasem przejmując majątek. Około 1880 Gloger zbudował w Starym Jeżewie browar funkcjonujący do lat 50. XX wieku. Do 1939 istniało w miejscowości jego muzeum. W 1861 wybrany do rady powiatu, a następnie otrzymał godność sędziego pokoju w okręgu tykocińskim.
Zmarł w wieku lat 74 i pochowany został wraz z żoną na cmentarzu w Tykocinie w rodzinnym grobowcu.